# Michael Masing
Karl Reinhold Michael Masing (in russo Михаил Карлович Мазинг?, Michail Karlovič Mazing; Mustjala, 18 novembre 1836 – San Pietroburgo, 7 maggio 1911) è stato un generale russo.

## Biografia
Era nato a Mustjala, sull'isola estone di Saaremaa, dove il padre, Karl Johannes Masing, era il pastore della comunità, mentre sua madre era la baronessa Ida Ungern-Sternberg. Fin dalla tenera età, Michael sognava di diventare un militare.

## Carriera
Formatosi presso la Scuola di artiglieria Mikhailovskij di Kolomna, il 13 settembre 1852 entrò nell'esercito con il grado di cornetta. Il 30 giugno 1858 venne promosso guardiamarina e il 17 settembre 1860 sottotenente. In quello stesso anno suo padre fu eletto pastore della chiesa luterana di San Michele sull'Isola Vasil'evskij a San Pietroburgo e tutta la sua famiglia vi si trasferì, mentre il giovane sottufficiale viveva poco distante con il fratello Albert, anche lui pastore.
Assegnato all'artiglieria da campo, il 26 agosto 1862 fu nominato tenente e tre giorni dopo trasferito al 3º reggimento d'artiglieria. Da qui nel 1865 fu inviato nel Turkestan dove, agli ordini del generale Černjaev, partecipò alla conquista di quella regione. Nel maggio 1866, infatti, sotto il comando del capitano Baranov, prese parte all'assedio di 8 giorni della città di Khujand e, tra il 21 e il 24 maggio, dopo averne bombardata una porta, rimase ferito nel tentativo di scalarne le mura, fra i primi, durante l'assalto finale. Per il suo eroico comportamento in quella campagna fu insignito dell'Ordine di Sant'Anna (30 agosto 1866), dell'Ordine di San Giorgio (25 dicembre 1866) e l'anno successivo, nella campagna contro Bukhara e il suo Emirato, il 30 agosto 1867 venne promosso capitano. A conclusione del suo servizio nel Turkestan, nel 1871, ricevette l'Ordine di San Stanislao.
Rientrato a San Pietroburgo, gli fu assegnato il comando di una batteria del 2º reggimento d'artiglieria (2 ottobre 1873) e il 30 marzo 1874 fu promosso colonnello. Nel 1875 ricevette il titolo di cavaliere di II classe dell'Ordine di Sant'Anna. Successivamente combatté anche nella Guerra russo-turca (1877-1878) meritandosi varie onorificenze, fra cui l'Ordine di San Vladimiro e la Spada d'oro con la scritta "per il coraggio".
Il 5 marzo 1886 fu promosso maggiore generale e nominato capo delle unità di artiglieria nella regione transcaspica. Nel 1890 ricevette il titolo di cavaliere di I classe dell'Ordine di San Stanislao. Il 3 marzo 1891 prese il comando della 7ª brigata del 3º reggimento d'artiglieria e il 27 settembre 1895 fu nominato capo dell'artiglieria del 13º Corpo d'Armata. Il 14 maggio 1896 venne promosso al grado di tenente generale e il 6 dicembre 1906 a quello di generale d'artiglieria.